# Зелений Гай (Старобільський район)
Зелений Гай (до 2016 року — Радгоспний) — селище в Україні, у Білолуцькій селищній громаді Старобільського району Луганської області. Населення становить 204 осіб. Колишній орган місцевого самоврядування — Можняківська сільська рада.

## Історія
19 травня 2016 року Верховна Рада України, у відповідности до ухваленого 2015 року декомунізаційного пакету документів, перейменувала селище на Зелений Гай.